# Mubarak Dohak
Mubarak Dohak, formelt: Dato' Shah Bandar (født 1961) er siden 1993 fyrste (Undang) i Luak Sungai Ujong, der er en delstat (understat) i sultanatet Negeri Sembilan i Malaysia.
Mubarak Dohak tilhører fyrstehuset Waris Hulu. Det konkurrerede fyrstehus i delstaten hedder Waris Hilir. 